# Nina Pawlak
Nina Pawlak (ur. 10 września 1950) – polska afrykanistka, profesor nauk humanistycznych, wykładowczyni Uniwersytetu Warszawskiego.

## Życiorys
W 1974 uzyskała na Uniwersytecie Warszawskim tytuł magistra filologii orientalnej w zakresie afrykanistyki na podstawie pracy Wyrażanie intensywności w języku hausa (promotor: Witold Tyloch). W 1983 obroniła tamże doktorat z językoznawstwa na podstawie pracy Konstrukcje wyrażające relacje przestrzenne w języku hausa (promotor: Stanisław Piłaszewicz). W 1995 habilitowała się na podstawie pracy Syntactic Markers in Chadic. W 2007 uzyskała tytuł profesora nauk humanistycznych. Członkini Komitetu Nauk Orientalistycznych Wydziału I – Nauk Społecznych Polskiej Akademii Nauk.
W 1985 odbyła kurs języka hausa na Uniwersytecie Ahmadu Bello w Zarii. W 1999 odbyła projekt badawczy na Uniwersytecie w Dżos, w 2005 w Kano. W latach 1996–1999 pełniła funkcję prodziekanki Wydziału Neofilologii, w latach 1999–2005 przewodniczącej Rady Naukowej Instytutu Orientalistycznego, a w latach 2009–2015 kierowniczki Katedry Języków i Kultur Afryki.
W skład jej zainteresowań wchodzą: język hausa, języki czadyjskie, językoznawstwo afrykańskie, języki Afryki a kultura, języki Afryki w komunikacji międzykulturowej, profil emocjonalny języków afrykańskich.
Wypromowała co najmniej czworo doktorów, w tym Izabelę Will. Od 2009 jest członkinią Zarządu Głównego Polskiego Towarzystwa Afrykanistycznego.

## Publikacje
- Gramatyka języka hausa: fonologia i fonetyka, morfologia, Warszawa: Wydawnictwa Uniwersytetu Warszawskiego, 1989.
- Syntactic markers in Chadic: a study on development of grammatical morphems, Warszawa: Instytut Orientalistyczny UW, 1994.
- Język hausa, Warszawa: Dialog, 1998.
- Hausa outside the mother area: plateau variety, Warszawa: Dialog, 2002.
- Języki Azji i Afryki w komunikacji międzykulturowej (red.), Warszawa: Wydawnictwa Uniwersytetu Warszawskiego, 2008.
- Codes and rituals of emotions in Asian and African cultures, Warszawa: Dom Wydawniczy ELIPSA, 2009.
- Języki afrykańskie, Warszawa: Wydawnictwa Uniwersytetu Warszawskiego, 2010.